# Agdangan
Agdangan è una municipalità di quinta classe delle Filippine, situata nella Provincia di Quezon, nella regione di Calabarzon.
Agdangan è formata da 12 baranggay:
- Binagbag
- Dayap
- Ibabang Kinagunan
- Ilayang Kinagunan
- Kanlurang Calutan
- Kanlurang Maligaya
- Poblacion I
- Poblacion II
- Salvacion
- Silangang Calutan
- Silangang Maligaya
- Sildora